# Corben Super Ace
En 1931 un Corben Junior Ace [X462W] fut modifié avec un moteur Szekely. 4 exemplaires de cette version sportive du Corben Baby Ace furent construits avant la seconde Guerre mondiale et 2 au moins après. 
Le Corben Super Ace se distingue principalement par un abaissement de la voilure, posée sur le sommet du fuselage. L’envergure initiale de 7,62 m, fut portée par la suite à 8,33 m pour améliorer les performances au décollage en altitude ou par temps chaud.